# Клитофонт
Клитофонт  (греч. Κλειτοφῶν; Латынь: Clitopho) — диалог, датируемый 4-м веком до н. э. Традиционно авторство данного диалога приписывают Платону, хотя его подлинность дискуссионна. Это самый короткий диалог в традиционном собрании Платона. Диалог сконцентрирован на дискуссии между Сократом и Клитофонтом; большую часть диалога Сократ молчит. В академической среде скорее поднят вопрос о достоверности произведения, а не о его значимости и содержании.
Платон, как утверждает Прокопенко, никогда не отделял философию от образования. Диалог с Клитофонтом служит воспитательным целям, которые ставятся Платоном перед учениками, которым диалог адресован, и зависят от уровня их развития.
В диалоге изображен Клитофонт, жалующийся Сократу на то, что речи Сократа лишь увещевают. Они порождают стремление к справедливости и добродетели, но не учат, как стать справедливым, или тому, что такое справедливость. На протяжении всего диалога Клитофонт повествует о своих стремлениях к справедливости. Он эволюционирует от видения Сократа как бога, дарующего надежду и веру в достижение справедливости и добродетели, до мыслей о сомнениях и разочаровании и, в конечном итоге, о неповиновении Сократу. Диалог показывает презрение Клитофонта к протрептическим, или увещевательным, речам. Он демонстрирует невежество Сократа и изображает, как выразился Марк Кремер, конфликт философии Сократа и иррациональности Клитофонта.
Клитофонт на протяжении всего диалога демонстрирует собственное невежество, намеренно или нет. Наиболее важным для понимания диалога является его незнание речей Сократа, методологии и игнорирование собственного невежества. Как указывает Мур, Клитофонт не понимает речей Сократа. Он перефразирует их, вырывает из контекста и искусственно расширяет предполагаемую аудиторию речей Сократа. Прослеживается искажение и неправильное понимание Клитофонтом определения справедливости Сократа и различных средств, с помощью которых Сократ и Клитофонт рассматривают добродетель и справедливость как достигаемые словами и делами соответственно. Не понимая его речей, Клитофонт не понимает и методов Сократа. Клитофонт пытается вложить протрептические речи Сократа в русло утилитарных инструкций, в то время как по своей природе они предназначены исключительно для того, чтобы поощрять и вызывать у людей стремление к собственному поиску справедливости.
Самым большим препятствием и самым важным примером невежества Клитофонта является его неосознание своего невежества. Слингс, в своих изображениях уровней характера Клитофона, определяет Клитофонта как беззастенчивого и погруженного в самооправдание молодого человека. Эти черты прослеживаются в высокомерных заявлениях Клитофонта о том, что он знает о речах и методах Сократа, и в его нападках на Сократа. Желая получить знания о том, как добиться справедливости для политического продвижения Клитофонт понимает, что для того, чтобы ему сказали, чего он хочет, ему нужно потребовать апорию. Однако, чтобы на самом деле испытать апорию, Клитофонт должен признать собственное невежество. Клитофонт остается в неведении о своих недостатках и предполагает, что он много знает о речах и методологиях Сократа. Это невежество удерживает Клитофонта от познания справедливости.